# ألكسندر كوفاليف
ألكسندر كوفاليف (بالروسية: Ковалёв, Александр Евгеньевич)‏ هو لاعب كرة قدم روسي في مركز الدفاع، ولد في 13 مايو 1980 في موسكو في روسيا، وتوفي في 13 يوليو 2005 في أوبلاست بريانسك في روسيا بسبب حادث مرور. لعب مع إف سي موسكو.